# Sammamish
Sammamish (Samamish, s-tsah-PAHBSH ).- Jedna od lokalnih skupina Duwamish Indijanaca iz doline rijeke Sammamish u zapadnom Washingtonu, porodica Salishan. Ime Sammamish došlo je od indijanskog "Samena" u značenju "hunter" + sufiks –mish u značenju  'people' . Sami sebe oni nazivaju s-tsah-PAHBSH ili "willow people." Sammamishi pripadaju široj grupi hah-chu-AHBSH ili "people of the lake", što se odnosi na jezero Washington, a koji su grana Duwamisha. 'Narod vrbe' (Willow People) gradili su sebi stalna naselja koja su se sastojala od 'dugih kuća' izgrađenih od cedrovine. Najveće naselje bilo im je tlah-WAH-dees s ušća Sammamisha. Rijeku i Indijance bijelci su nazvali Sammamish, Squak, Simump, i Squowh. Indijanci su živjeli od rijeke kao i od jezera Washington, gdje su hvatali ribu, divlje ptice i drugu divljač. Također su sakupljali i kopali korijenje wapato i bobice. Tijekom zime ostajali su u svojim 'dugim kućama', dok su se ljeti razbili u skupine koje bi se raspršile duž obale rijeke i jezera.
U prvoj polovici 19 stoljeća Sammamishi su mogli imati oko 200 duša, na koliko je procijenjeno 1832. dolaskom ljudi kompanije Hudson Bay. Nakon potpisivanja ugovora 1854. i 1855. dolazi do rata između Indijanaca i bijelaca. Indijancima ugovor ne odgovara, pa pokušava pregovarati indijanski agent Doc Maynard. Ne vrijedi. Indijanci su tvrdoglavi a 1856. neki od njih učestvuju u bici Battle of Seattle, koja se odigrala 26 siječnja. Nakon bitke Sammamishi su preseljeni na Fort Kitsap i rezervat Port Madison. Potomaka danas imaju na rezervatima Tualalip i Suquamish.

## Vanjske poveznice
- Bothell -- Thumbnail History  Arhivirana inačica izvorne stranice od 23. lipnja 2006. (Wayback Machine)
- Hodge